# Achraintunnel
Der Achraintunnel ist ein mautfreier Straßentunnel zwischen den Vorarlberger Gemeinden Dornbirn und Alberschwende. Im Zuge der Bregenzerwaldstraße (L 200) verbindet der Tunnel den vorderen Bregenzerwald mit dem Großraum Dornbirn, dem nördlichen Rheintal und der Rheintal/Walgau Autobahn (A14).

## Tunneldaten
Der einröhrige Tunnel hat bei einer durchschnittlichen Steigung von 5,1 % eine Länge von 3340 Metern. Die westliche, talwärtige Tunneleinfahrt befindet sich an der Gemeindegrenze der Stadt Dornbirn mit Schwarzach, das östliche Tunnelportal hingegen im Schwarzachtobel an der Gemeindegrenze Dornbirns mit Bildstein. Im Achraintunnel befinden sich zwei Fahrstreifen bergaufwärts und ein Fahrstreifen abwärts. Der Rechte der beiden aufwärtsgehenden Fahrstreifen ist dabei als Langsamfahrstreifen für den Schwerverkehr konzipiert. Zusätzlich existiert ein Flucht- und Rettungstunnel, der durch 13 Querschläge mit dem Haupttunnel verbunden ist. Im Tunnel befinden sich 27 Feuerlöschnischen mit Handfeuerlöschern und Hydranten sowie 16 Notrufnischen. Für die Wasserversorgung im Brandfall sorgt ein 134.000 Liter fassender Behälter. 14 Strahlventilatoren sollen im Brandfall den Rauch lenken, damit bei Bränden im unteren Bereich nicht durch den Kamineffekt der gesamte oberen Teil mit Rauch gefüllt wird. Für Pannen gibt es talwärts drei Pannenbuchten, bergwärts kann dafür der Langsamfahrstreifen genutzt werden. Außerdem wird der gesamte Tunnel videoüberwacht und ist mit Lautsprechern ausgestattet, mit Ampeln am Tunnelportal kann er aus der Ferne gesperrt werden.
Durch den Tunnelbau verringerte sich nach Angaben der Landesregierung das Verkehrsaufkommen in den Hofsteiggemeinden deutlich. So sei etwa der Autoverkehr zwischen Schwarzach und Wolfurt um 28 Prozent, der Schwerverkehr um 33 Prozent zurückgegangen. Gleichzeitig steigerte sich das Verkehrsaufkommen im Gemeindegebiet von Alberschwende auf durchschnittlich 10.700 Fahrzeuge pro Tag um 15 Prozent. Besonders stark entlastet wurde auch die zuvor besonders von Touristen als Verkehrsanbindung in den Bregenzerwald häufig genutzte Bödelestraße (L 48) über den Losenpass.

## Tunnelbau

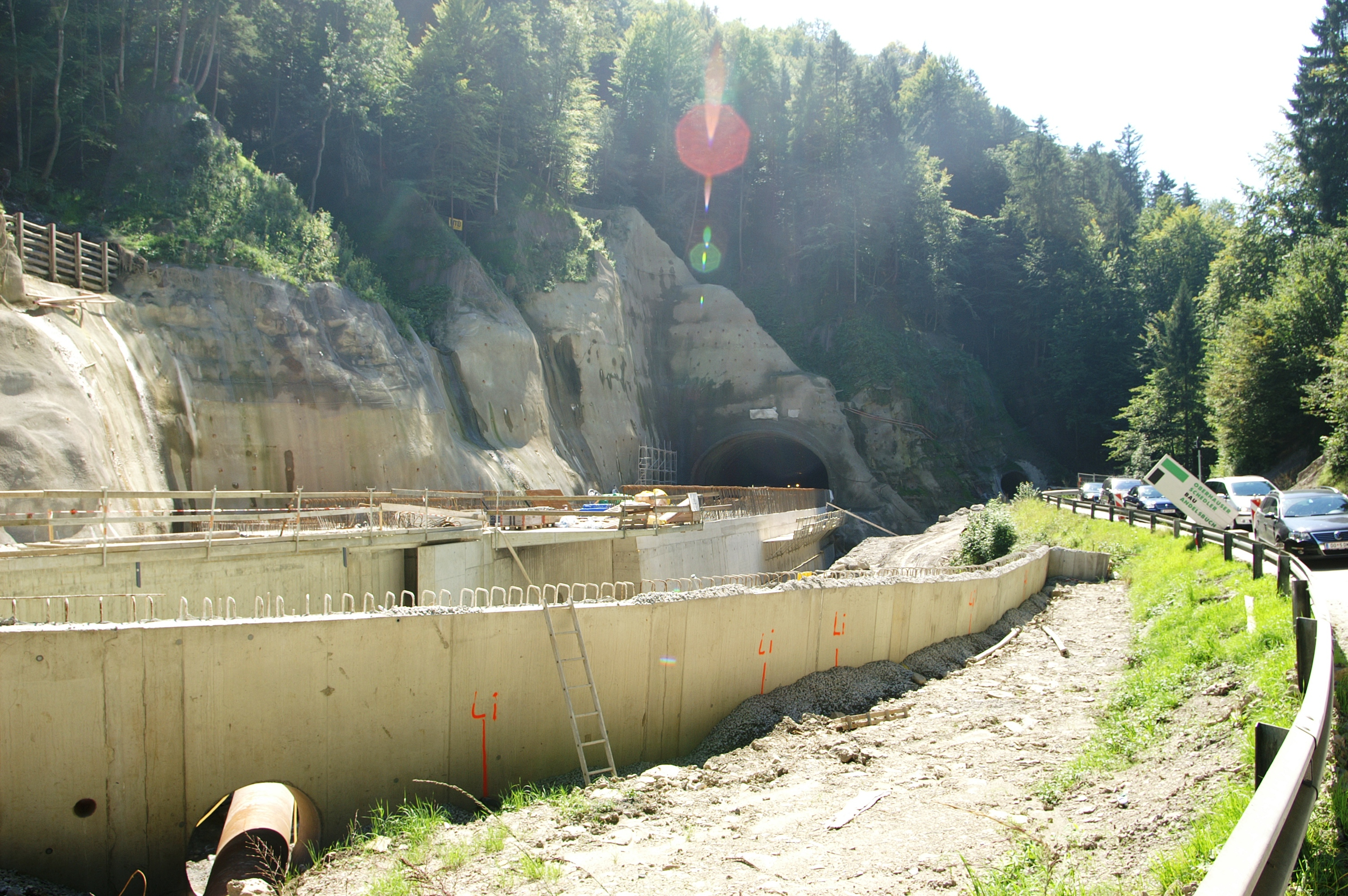
Ostportal des Tunnels während der Bauphase im August 2007

Die Errichtung des Achraintunnels im Auftrag des Landes Vorarlberg im Bohr-Spreng-Vortrieb (im Bereich beider Tunnelportale und Störzonen mit den Lockergesteinen mit der Teilschnittmaschine) kostete etwa 55,4 Millionen Euro. Inklusive der Anbindung an die Rheintal/Walgau Autobahn und einem Umbau der Autobahnauffahrt wurden die Kosten für das Gesamtprojekt mit etwa 130 Millionen Euro veranschlagt. Der Tunnel wurde vom Amt der Vorarlberger Landesregierung und dem Landesstraßenbauamt in Feldkirch in Auftrag gegeben und von der IGT Geotechnik und Tunnelbau Ziviltechniker GmbH aus Salzburg geplant.
Mit dem Bau des Tunnels wurde im Juni 2004 begonnen. Am 29. Jänner 2009 wurde der Achraintunnel für den Verkehr freigegeben. Die Fahrtzeit von Dornbirn in den Bregenzerwald wurde durch den Bau des Tunnels im Vergleich mit der zuvor bestehenden Straßenführung über den Achrain (Achrainstraße L 49) oder durch das Schwarzachtobel (Schwarzachtobelstraße L 7) um circa acht Minuten verkürzt. Zudem besteht mit dem direkten Autobahnzubringer laut Auffassung der Landesregierung ein verbesserter Anschluss des Bregenzerwalds an das höchstrangige Straßennetz.

### Kritik am Tunnelbau
Der Tunnelbau wurde von Anrainern in Frage gestellt, da der Ausbau der realisierten Variante 1 außer Acht lasse, dass der obere Tunnelausgang in einen Steigungsbereich fällt, der ohne Schneeketten im Winter für den Schwerverkehr nicht befahrbar sei bzw. deren Befahrung ohne die Schneeketten ein hohes Sicherheitsrisiko darstelle. Die alte Strecke durch das Schwarzachtobel ist weiterhin nutzbar, wird aber nur vom Nicht-Schnellbus im Linienverkehr befahren. Die nicht realisierten Varianten 2 (hätte hinter Alberschwende geendet) und Variante 3 (oberes Tunnelende nahe Bizau) hätten dazu geführt, dass der Schwarzachtobel überhaupt nicht mehr befahrbar gewesen wäre. Mit der Variante 3 wäre die Schneesicherheit des Bregenzerwaldes am besten Rechnung getragen worden, da zunehmend Industriegebiete in dieser Region entstehen und auch der Tourismus stetig zunimmt.
Für starke Kritik insbesondere vonseiten der Opposition im Vorarlberger Landtag sorgte die Kostenexplosion des Tunnelbaus von anfänglich projektierten 46 Millionen Euro auf letztlich 138 Millionen Euro. Der Landesrechnungshof prüfte im Jahr 2006 die Kostensteigerung des Projekts und befand diese insbesondere wegen der erst während der Baudurchführung ersichtlich gewordenen geologischen Schwierigkeiten für großteils gerechtfertigt.